# Troublemaker
Troublemaker – pierwszy singel angielskiego wokalisty Olly’ego Mursa z płyty Right Place Right Time.
Utwór zyskał największą popularność w Wielkiej Brytanii, gdzie uplasował się na liście UK Singles Chart na pozycji #1, oraz w Irlandii na miejscu #3 na liście Irish Singles Chart. Autorami piosenki są Olly Murs, Steve Robson, Claude Kelly, Tramar Dillard. Gościnnie głosu do piosenki użyczył raper Flo Rida.

## Teledysk
Teledysk do singla został nakręcony w Los Angeles pomiędzy 21 a 22 września 2012 roku. Sceny z Flo Ridą zostały nakręcone 30 września w Miami. Oficjalna premiera teledysku odbyła się 22 października 2012 roku na kanale Olly’ego na portalu YouTube.

## Listy utworów i formaty singla
Digital download
1. „Troublemaker” (featuring Flo Rida) – 3:06

Digital EP
1. „Troublemaker” (featuring Flo Rida) – 3:06
2. „Troublemaker” (Cutmore Club Mix) – 4:38
3. „Troublemaker” (Cutmore Radio Edit) – 2:35
4. „Troublemaker” (Wideboys Radio Edit) – 3:23

CD single
1. „Troublemaker” (featuring Flo Rida) – 3:06
2. „Troublemaker” (Cutmore Club Mix) – 4:38

Digital download
1. „Troublemaker” (Wideboys Club Mix featuring Flo Rida) – 5:39

## Notowania
| Lista (2012)                              | Najwyższa pozycja |
| ----------------------------------------- | ----------------- |
| Australia (ARIA)                          | 19                |
| Belgia (Flandria Ultratop 50)             | 27                |
| Czechy (IFPI)                             | 81                |
| Dania (Tracklisten)                       | 22                |
| Holandia (MegaCharts)                     | 98                |
| Irlandia (IRMA)                           | 3                 |
| Słowacja (IFPI)                           | 24                |
| Szkocja (Official Charts Company)         | 1                 |
| Szwecja (Sverigetopplistan)               | 31                |
| Węgry (Rádiós Top 40)                     | 5                 |
| Wielka Brytania (Official Charts Company) | 1                 |

## Historia wydania
| Kraj              | Data                 | Format                      | Wytwórnia        |
| ----------------- | -------------------- | --------------------------- | ---------------- |
| Holandia          | 19 października 2012 | Digital download            | Sony Music       |
| Irlandia          | 16 listopada 2012    | CD single, digital download | Epic Records     |
| Wielka Brytania   | 18 listopada 2012    | CD single, digital download | Epic Records     |
| Stany Zjednoczone | 8 stycznia 2013      | Top 40/Mainstream           | Columbia Records |